# Jarmila Gajdošová
Jarmila Wolfe, nata Gajdošová (Bratislava, 26 aprile 1987), è un'ex tennista slovacca naturalizzata australiana.
In carriera ha vinto due tornei WTA in singolare ed uno in doppio, spingendosi fino alla 25ª posizione della classifica mondiale nel maggio 2011. Nei tornei del Grande Slam vanta come miglior risultato gli ottavi di finale raggiunti al Roland Garros e a Wimbledon, entrambi nel 2010.

## Biografia
Figlia di Jan e di Jarmila, ha un fratello di nome anch'egli Jan. Ha iniziato a praticare tennis all'età di sette anni. Nel 2009 è diventata moglie del tennista connazionale Samuel Groth, acquisendone il cognome e giocando dunque accreditata come Jarmila Groth fino alla loro separazione avvenuta nel 2011, anno in cui ha ripreso il cognome da nubile. Dal 2015 è nota anche come Jarmila Wolfe, avendo sposato il pilota militare statunitense Adam Wolfe.

## Carriera
Nel 2009 arrivò ai quarti nell'Estoril Open 2009 mentre nel doppio della stessa competizione non superò il primo turno. Nel 2010 arriva agli ottavi di finale all'Open di Francia perdendo contro la kazaka Jaroslava Švedova, e al torneo di Wimbledon si arrende sempre agli ottavi contro Venus Williams. Il 19 settembre 2010 vince il suo primo titolo WTA in Cina al Guangzhou International Women's Open superando in finale la russa Alla Kudrjavceva con il punteggio di 6-1, 6-4. Il 15 gennaio 2011 vince il suo secondo torneo della carriera ad Hobart battendo in finale l'americana Bethanie Mattek-Sands per 6-4, 6-3. Il 31 maggio 2012, agli Open di Francia sfida la danese Caroline Wozniacki e perde 6-1, 6-4.

## Statistiche

### Singolare

#### Vittorie (2)
| Legenda               |
| --------------------- |
| Grande Slam (0)       |
| Ori Olimpici (0)      |
| WTA Finals (0)        |
| Premier Mandatory (0) |
| Premier 5 (0)         |
| Premier (0)           |
| International (2)     |

| N. | Data              | Torneo                                       | Superficie | Avversaria in finale  | Punteggio |
| 1. | 19 settembre 2010 | Guangzhou International Women's Open, Canton | Cemento    | Alla Kudrjavceva      | 6-1, 6-4  |
| 2. | 15 gennaio 2011   | Moorilla Hobart International, Hobart        | Cemento    | Bethanie Mattek-Sands | 6-4, 6-3  |

### Doppio

#### Vittorie (1)
| Legenda          |
| ---------------- |
| Grande Slam (0)  |
| Ori Olimpici (0) |
| WTA Finals (0)   |
| Tier I (0)       |
| Tier II (0)      |
| Tier III (0)     |
| Tier IV (1)      |

| N. | Data           | Torneo                              | Superficie | Partner       | Avversari in finale | Punteggio     |
| 1. | 29 aprile 2006 | Nordea Nordic Light Open, Stoccolma | Cemento    | Eva Birnerová | Yan Zi Zheng Jie    | 0-6, 6-4, 6-2 |

#### Sconfitte (5)
| Legenda: Prima del 2009 | Legenda: Dal 2009     |
| ----------------------- | --------------------- |
| Grande Slam (0)         |                       |
| Argenti Olimpici (0)    |                       |
| WTA Finals (0)          |                       |
| Tier I (0)              | Premier Mandatory (0) |
| Tier II (0)             | Premier 5 (0)         |
| Tier III (1)            | Premier (1)           |
| Tier IV (0)             | International (3)     |

| N. | Data              | Torneo                                       | Superficie  | Partner          | Avversari in finale             | Punteggio         |
| 1. | 24 febbraio 2007  | Cellular South Cup, Memphis                  | Cemento (i) | Akiko Morigami   | Nicole Pratt Bryanne Stewart    | 5-7, 6-4, [5-10]  |
| 2. | 17 luglio 2011    | Gastein Ladies, Bad Gastein                  | Terra rossa | Julia Görges     | Eva Birnerová Lucie Hradecká    | 6-4, 2-6, [10–12] |
| 3. | 15 luglio 2012    | Bank of the West Classic, Stanford           | Cemento     | Vania King       | Heather Watson Marina Eraković  | 5-7, 6(7)-7       |
| 4. | 22 settembre 2012 | Guangzhou International Women's Open, Canton | Cemento     | Monica Niculescu | Tamarine Tanasugarn Zhang Shuai | 6-2, 2-6, [8-10]  |
| 5. | 16 gennaio 2016   | Moorilla Hobart International, Hobart        | Cemento     | Kimberly Birrell | Han Xinyun Christina McHale     | 3-6, 0-6          |

### Doppio misto

#### Vittorie (1)
| Tornei del Grande Slam  |
| ----------------------- |
| Australian Open (1)     |
| Open di Francia (0)     |
| Torneo di Wimbledon (0) |
| US Open (0)             |
| Ori Olimpici (0)        |

| N. | Data            | Torneo                     | Superficie | Compagno      | Avversari in finale             | Punteggio |
| 1. | 27 gennaio 2013 | Australian Open, Melbourne | Cemento    | Matthew Ebden | Lucie Hradecká František Čermák | 6-3, 7-5  |

## Risultati in progressione
| Sigla | Risultato               |
| ----- | ----------------------- |
| V     | Vincitore               |
| F     | Finalista               |
| SF    | Semifinalista           |
| O     | Oro olimpico            |
| A     | Argento olimpico        |
| SF    | Bronzo olimpico         |
| QF    | Quarti di Finale        |
| 4T    | Quarto turno            |
| 3T    | Terzo turno             |
| 2T    | Secondo turno           |
| 1T    | Primo turno             |
| RR    | Round Robin             |
| LQ    | Turno di qualificazione |
| A     | Assente                 |
| ND    | Non disputato           |

| Legenda superfici    |
| -------------------- |
| Cemento              |
| Terra battuta        |
| Erba                 |
| Superficie variabile |

### Singolare
|                           | Slovacchia    | Slovacchia    | Slovacchia    | Slovacchia    | Slovacchia    | Slovacchia    | Australia     | Australia     | Australia     | Australia | Australia     | Australia     | Australia     |         |  |
| Torneo                    | 2003          | 2004          | 2005          | 2006          | 2007          | 2008          | 2009          | 2010          | 2011          | 2012      | 2013          | 2014          | 2015          | V–S     |  |
| Tornei del Grande Slam    |               |               |               |               |               |               |               |               |               |           |               |               |               |         |  |
| Australian Open           |               | LQ            | LQ            | 1T            | 1T            | 1T            | 1T            | 1T            | 1T            | 1T        | 1T            | 1T            | 2T            | 1–10    |  |
| Open di Francia           |               | LQ            | LQ            | 2T            | 1T            | 1T            | 3T            | 4T            | 3T            | 2T        | A             | A             | 1T            | 9–7     |  |
| Wimbledon                 |               | LQ            |               | 1T            | 2T            | LQ            | 2T            | 4T            | 3T            | 1T        | A             | 2T            | 1T            | 8–7     |  |
| US Open                   | LQ            | LQ            | LQ            | 3T            | 1T            | A             | 1T            | 1T            | 2T            | 1T        | A             | 1T            |               | 3–7     |  |
| Vittorie-sconfitte        | 0–0           | 0–0           | 0–0           | 3–4           | 1–4           | 0–2           | 3–4           | 6–4           | 5–4           | 1–4       | 0–1           | 1–3           | 1-2           | 21–32   |  |
| Tornei di fine anno       |               |               |               |               |               |               |               |               |               |           |               |               |               |         |  |
| WTA Tour Championships    |               |               |               | A             | A             | A             | A             | A             | A             |           |               |               |               | 0–0     |  |
| Tournament of Champions   |               |               |               | Non disputato | Non disputato | Non disputato | A             | A             | A             |           |               |               |               | 0–0     |  |
| Giochi Olimpici           |               |               |               |               |               |               |               |               |               |           |               |               |               |         |  |
| Summer Olympics           |               |               |               | Non disputato | Non disputato | A             | Non disputato | Non disputato | Non disputato |           | Non disputato | Non disputato | Non disputato | 0–0     |  |
| WTA Premier Mandatory     |               |               |               |               |               |               |               |               |               |           |               |               |               |         |  |
| Indian Wells              | A             | LQ            | A             | A             | 1T            | LQ            | LQ            | A             | 2T            | 3T        | A             | A             | 1T            | 2–4     |  |
| Miami                     | A             | A             | A             | A             | 1T            | A             | LQ            | A             | 3T            | 1T        | 1T            | A             |               | 1–3     |  |
| Madrid                    | Non disputato | Non disputato | Non disputato | Non disputato | Non disputato | Non disputato | A             | A             | 3T            | 1T        | A             | A             |               | 2–2     |  |
| Pechino                   | Non Tier I    | Non Tier I    | Non Tier I    | Non Tier I    | Non Tier I    | Non Tier I    | A             | A             | 2T            | A         | A             | LQ            |               | 1–1     |  |
| WTA Premier 5             |               |               |               |               |               |               |               |               |               |           |               |               |               |         |  |
| Dubai                     | Non Tier I    | Non Tier I    | Non Tier I    | Non Tier I    | Non Tier I    | Non Tier I    | A             | A             | 2T            | NP5       |               | A             | 1T            | 1–2     |  |
| Doha                      | Non Tier I    | Non Tier I    | Non Tier I    | Non Tier I    | Non Tier I    | A             | Not P5        | Not P5        | Not P5        | 1T        | A             | A             | LQ            | 0–1     |  |
| Roma                      | A             | A             | A             | LQ            | A             | A             | A             | A             | 3T            | 2T        | A             | A             |               | 2–2     |  |
| Cincinnati                | ND            | Non Tier I    | Non Tier I    | Non Tier I    | Non Tier I    | Non Tier I    | LQ            | A             | 1T            | A         | A             | A             |               | 0–1     |  |
| Toronto / Montréal        | A             | A             | A             | A             | LQ            | A             | A             | 2T            | 1T            | A         | A             | A             |               | 1–2     |  |
| Tokyo                     | A             | A             | A             | A             | A             | A             | A             | LQ            | 2T            | A         | A             |               |               | 1–1     |  |
| Vittorie-sconfitte totali | 2–1           | 0–1           | 2–2           | 8–12          | 6–14          | 3–6           | 9–14          | 19–12         | 31–24         | 9–13      | 11–9          | 1–2           |               | 333–219 |  |
| Percentuale vittorie      | 67%           | 0%            | 50%           | 30%           | 33%           | 33%           | 39%           | 61%           | 56%           | 41%       | 55%           | 0%            |               | 60%     |  |
| Ranking di fine anno      | 197           | 217           | 145           | 71            | 145           | 98            | 112           | 42            | 33            | 180       | 232           | 71            |               |         |  |

## Vittorie contro giocatrici top 10
| Stagione | 2011 | 2012 | 2013 | 2014 | 2015 | Totale |
| -------- | ---- | ---- | ---- | ---- | ---- | ------ |
| Vittorie | 2    | 0    | 0    | 0    | 1    | 3      |

| #    | Giocatrice          | Ranking | Evento                           | Superficie  | Turno | Punteggio        | Rank. JGR |
| ---- | ------------------- | ------- | -------------------------------- | ----------- | ----- | ---------------- | --------- |
| 2011 |                     |         |                                  |             |       |                  |           |
| 1.   | Samantha Stosur     | 6       | Brisbane International, Brisbane | Cemento     | 2T    | 6-2, 6-4         | 42        |
| 2.   | Francesca Schiavone | 4       | Fed Cup, Hobart                  | Cemento     | QF    | 6(4)-7, 6-3, 6-3 | 31        |
| 2015 |                     |         |                                  |             |       |                  |           |
| 3.   | Angelique Kerber    | 10      | Fed Cup, Stoccarda               | Cemento (i) | QF    | 4-6, 6-2, 6-4    | 54        |